# Pif paf
 (décembre 2021).
Pif paf est une émission de télévision française d'information sur les médias, diffusée sur Paris Première de septembre 2007 tous les samedis de 17 h 45 à 18 h 45, rediffusée le dimanche à 13 h 15 et 18 h 50, jusqu'au 19 juin 2010

## Concept
Créée par Benoît Masocco avec Stéphane Cohen, l'émission Pif paf proposait chaque semaine de décrypter l'actualité des médias audiovisuels. Présentée par Philippe Vandel entouré de chroniqueurs, l’équipe débattait des dossiers d'actualité et des indiscrétions concernant le Paysage audiovisuel français et interrogeait des invités issus de la télévision. Les sujets diffusés lors de l'émission étaient réalisés par Éric Dussart et les journalistes de la rédaction. Éric Dussart, ancien de + Clair, intervenait en plateau lors de la deuxième saison pour faire ses commentaires acerbes et établissait le portrait de l'invité de la semaine.
Lors de la première saison, un panel représentatif de la population sélectionné par l'IFOP était présent sur le plateau pour réagir en temps réel sur le contenu de l’émission grâce à des télécommandes appelées "zapettes". Ce système a été abandonné pour la deuxième saison.
Le générique de l'émission est Magic K de Master H.

## Chroniqueurs
- Philippe Bailly (NPA Conseil)
- Emmanuel Berretta (Le Point)
- Raphaëlle Baillot, journaliste
- Aude Dassonville, (Le Parisien)
- Karen Delaporte, journaliste
- Cyril Féraud, journaliste
- Guillaume Fraissard, (Le Monde)
- Christine Lentz, productrice
- Stéphane Lepoittevin, (Télé 2 Semaines)
- Candice Mahout, journaliste
- Emmanuel Maubert, (Europe 1)
- Isabelle Morini-Bosc, (RTL)
- Thierry Moreau, (Télé 7 Jours)
- Marc Pellerin, (Le Parisien)
- Rémy Pernelet, (Télé 2 Semaines)
- Marjorie Philibert, (VSD)
- Camille Pouzol, journaliste et écrivain
- Catherine Rambert, (Télé Star)
- Enguérand Renault, (Le Figaro)
- Renaud Revel, (L’Express)
- Emmanuel Schwartzenberg, écrivain et journaliste
- François Viot (Télécâble Sat Hebdo et Télé TNT Programmes)
- Joël Wirsztel, (Satellifax)
- Elsa Wolinski, écrivain

La rédaction en chef de l'émission a été assurée lors de la première saison par Benoît Masocco, puis par Frédéric Siaud pour les saisons 2 et 3.